# Polycentropus confusus
Polycentropus confusus là một loài Trichoptera trong họ Polycentropodidae. Chúng phân bố ở miền Tân bắc.